# なないろ
株式会社なないろは、東京都世田谷区代田にある芸能事務所である。代表取締役は佐々木綾香。なないろには、社名の如く様々なカラーのタレント・文化人が多数在籍し、活動拠点・媒体は多岐に渡る。 俳優・モデル・子役を筆頭に、アーティスト・ユーチューバー・インフルエンサー・ライバー・アスリート・リアル親子モデル（キッズモデル・パパママモデル）・シニアモデル・職業モデル・クリエイター・など、 個性的なメンバーが、昨今の風潮に寄り添ったキャラクターを確立し、楽しく活動。日本国内、そしてワールドワイドになないろの笑顔を展開することを会社方針としている。 更に広告などのキャスティング業・舞台制作も精力的に行っている。

## 沿革
- 2016年11月 - 株式会社なないろ設立。代表取締役は佐々木綾香。
- 2017年6月 - 事務所を渋谷区笹塚から世田谷区代田へ移転

## 所属タレント

### MAN
新村享也/中野絢介/鈴木康洋/渡辺健太/豊嶋浩彰/南野真一郎/奈良正明/保田賢士郎/川口貴大/佐久間涼二/奥村洋介/井上健大/内田洋一/藤井博之/久米崇載/澤辺保実/穂坂仁/みうら学/クリスウイリアム

### WOMAN
佐々木綾香/玉井夢/鷹觜喜洋子/湯川なつめ/伏見節子/あやめんそ～れ/岩村紗希/松浦綾/平川さくら/星いくみ/佐野裕希恵/花木みき/宮本侑子/芳美リン/込谷美香/村上ようこ/せきともみ/浅川あゆ/大泉芳子/坂尾陽子/伊藤きよみ/平間紗和

### FAMILY
ささきあやかファミリー(佐々木綾香/つばさ/なぎさ/あずさ/平間紗和)
よしだファミリー(吉田博幸/吉田宏美/吉田夢)
のむらあつこ(野村敦子/野村花梨/野村胡桃)
やぎファミリー(八木なおこ/八木ゆいな/八木とあな/八木ここな/八木あんな)
ばばファミリー(馬場椋/馬場澪)
ささきえいこファミリー(佐々木詠子/佐々木健介/佐々木龍太郎/佐々木稀)
もりぐちファミリー(森口由美子/森口愛莉)
せのおファミリー(妹尾修二/妹尾宏美/妹尾凌介/妹尾莉奈)
やまざきファミリー(山崎麗奈/山崎絆愛/山崎十生)
なかだファミリー(仲田歩惟/ジョンジウン/仲田江弦)
こみやファミリー(込谷友佳/込谷咲花)
くによしファミリー(国吉雅/えみり)

### KIDS
つばさ/なぎさ/あずさ/吉田夢/八木ゆいな/八木とあな/八木ここな/八木あんな/野村花梨/野村胡桃/瀬戸井綸納/馬場椋/馬場澪/山崎絆愛/山崎十生/森口愛莉/金子尊/えみり/佐々木龍太郎/佐々木稀/佐々木龍太郎/佐々木稀/仲田江弦/込谷咲花